# Templerpad

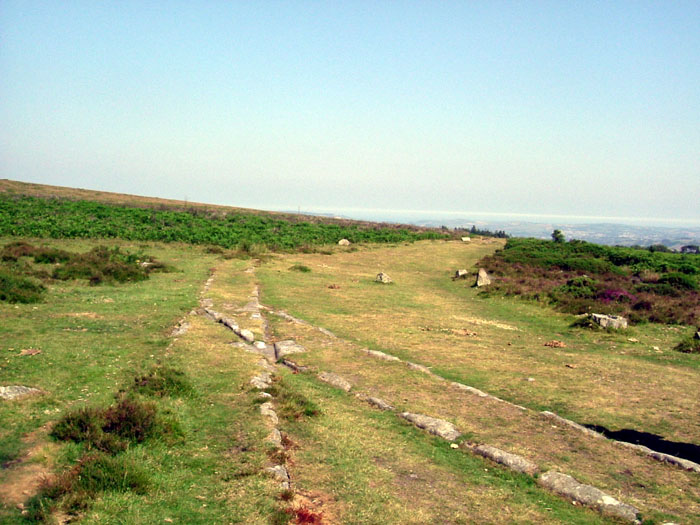
Resten van de granieten trambaan vlak bij de voormalige groeves bij Haytor.

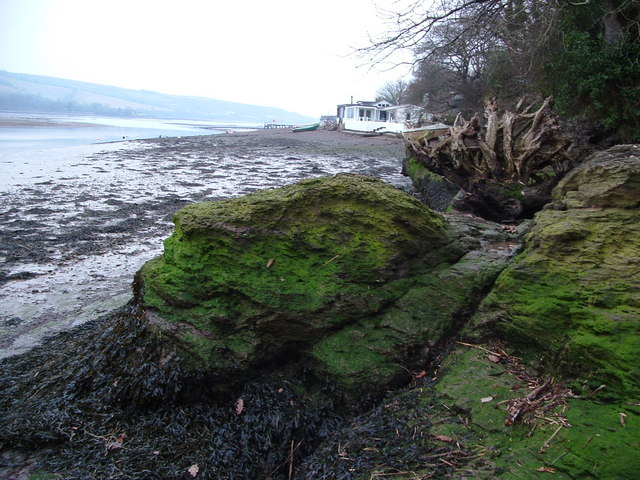
Langs het estuarium van de Teign, hier met Coombe Cellars op de achtergrond

Het Templerpad, in het Engels de Haytor Granite Tramway, is een wandelroute op het traject van een voormalige transportroute voor het vervoer van graniet. Deze transportroute is in 1820 aangelegd en loopt van Haytor in het huidige nationale park Dartmoor naar de kustplaats Teignmouth. De wandelroute volgt een voormalige trambaan, een kanaal en een rivier. De wandelroute is in beide richtingen bewegwijzerd en is 29 kilometer lang.

## Geschiedenis
Bij Haytor waren groeven met kwalitatief goed graniet. Deze groeven waren eigendom van de familie Templer. Het graniet moest zestien kilometer verder en 400 meter lager bij het Stoverkanaal op schepen worden overgeslagen, dat in 1792 was aangelegd. Er werd in 1820 op het traject daarvoor een trambaan aangelegd. Blokken graniet van zo’n twee meter lang werden parallel naast elkaar gelegd en hieruit werden spoorstaven gehouwen met een spoorwijdte van 1295 millimeter. Het verloop van de trambaan is redelijk constant. Over deze trambaan gingen houten karren van drie bij vier meter met ijzeren wielen. Hierbij werden doorgaans twaalf wagens aan elkaar gekoppeld. Zo’n achttien paarden trokken de wagens omhoog en zij werden achter de wagens gespannen tijdens de afdaling. Eveneens in 1820 werd het Stoverkanaal doorgetrokken naar Teigngrace, waar ook de trambaan eindigde. Van hieruit werd het graniet per boot naar Teignmouth vervoerd, waar het weer op zeeschepen werd overgeslagen. Speciaal voor deze overslag werd er in 1827 een kade in Teignmouth aangelegd. Via deze route is het graniet voor de London Bridge en het British Museum aangevoerd. Vanwege economische oorzaken lag de handel tussen 1841 en 1851 stil, de laatste karren reden in 1858 gingen de trambaan. De trambaan is gedeeltelijk nog aanwezig.

## De wandelroute
De wandelroute is in twee richtingen bewegwijzerd en loopt tussen Haytor en Teignmouth. De bewegwijzering bestaat uit bordjes met in zwart een wiel met spaken en een roer met een oranje achtergrond. De 29 kilometer lange wandelroute is in zes etappes opgedeeld van tussen de 3,2 en 6,5 kilometer. Het stuk tussen Newton Abbot en Shaldon kan alleen tijdens laagwater worden afgelegd, omdat dit gedeeltelijk over stukken gaat die tijdens hoogwater te voet onbegaanbaar zijn. Er zijn behalve de hoofdroute op delen ook alternatieve routes. Deze zijn niet bewegwijzerd, maar staan wel in de wandelgids beschreven, die door door de Devon Country Council wordt uitgegeven.
De wandelroute loopt over het nationale park Dartmoor. Dit heeft een open landschap met rotsen, heide en pony’s. De route komt ook over weideland met hegafscheidingen, door boomgaarden, door naald- en loofbos en over een landgoed. Verder loopt de route langs meren, een rivier en langs het estuarium van de Teign. Dit waddengebied moet met de veerpont worden overgestoken. De route loopt over paden en over verharde en onverharde wegen.

De route loopt ten noorden van het estuarium.